# Vendryně
Vendryně (polska: Wędrynia, tyska: Wendrin) är en by och en kommun i östra Tjeckien med 4 463 invånare (2016). Orten är belägen i distriktet Frýdek-Místek i Mähren-Schlesien.